# Pokłon Trzech Króli (obraz Petera Paula Rubensa z 1609)
Pokłon Trzech Króli (niderl. De aanbidding der koningen) – obraz olejny na płótnie flamandzkiego malarza Petera Paula Rubensa z 1609 roku, znajdujący się w zbiorach muzeum Prado w Madrycie (nr inw. 1638).

## Historia
Obraz powstał na zamówienie władz Antwerpii około 1608 roku. Miał stanowić ozdobę sali ratusza, w której podpisano rozejm pomiędzy Królestwem Hiszpanii i Republiką Zjednoczonych Prowincji 9 kwietnia 1609 roku (hiszp. Tregua de los doce años). Wraz z drugim dziełem wiszącym wówczas w sali, Scaldis i Antwerpia Abrahama Janssensa, wyrażać miał pragnienie pokoju i trud zabiegów dyplomatycznych miasta. 
Dzieło Rubensa trafił na hiszpański dwór królewski z rąk Rodriga Calderóna. Pokłon Trzech Króli znalazł się w Hiszpanii w 1613 roku. Po zabiciu Rodriga 21 października 1621 roku, obraz Rubensa przeszedł na własność króla Filipa IV. Wisiał w Alkazarze w Madrycie, gdzie zobaczył go Rubens i zdecydował się na przemalowanie w latach 1628–1629. Pierwotnie malowidło miało rozmiary 259 x 381 cm. Artysta zdecydował się na jego powiększenie. Ostateczna wielkość to 355,5 × 493 cm. Obraz stanowi część muzealnej kolekcji Prado (nr katalogowy P001638).
W latach 2000–2002 przeprowadzono prace restauracyjne i zachowawcze.

## Opis
Rubens przedstawił scenę pokłonu Mędrców ze Wschodu opisaną w Ewangelii według świętego Mateusza. Wielki orszak składa dary Dzieciątku Jezus piastowanemu przez Matkę Bożą. Dary przyniesione przez Magów symbolizują produkty handlowe, z których żyła Antwerpia. Gdy miasto pozostawało w stanie i wojny, objęte blokadą, nie mogło prosperować w sensie ekonomicznym i społecznym. Stąd wielkie nadzieje, wiązane z podpisaniem traktatu pokojowego. Do pierwotnej kompozycji z 1609 roku malarz dołożył w latach 1628–1629 nocne niebo z aniołami, zaś po prawej stronie, wzorowanego na Tycjanie, pazia z koniem. Artysta umieścił również swój autoportret. Przemalowane zostały szaty Maryi i jej twarz. Rubens usunął niektóre pochodnie przysłaniające niebo. Pokłon skrywa symboliczne odniesienia do idei kontrreformacji: namalowana kolumna uwypukla figurę Matki Bożej; pająk w lewym górnym rogu kompozycji, symbolizujący zło, spotykany także w innych pracach Rubensa (zło zostanie pokonane przez rodzącego się Zbawiciela); osioł z zasłoniętymi oczami i odwracający się od Dzieciątka to ignorujący religię; słoma i liście winnej latorośli stanowią odniesienie do obecności eucharystycznej, podważanej przez protestantów.
W półnagich postaciach niewolników historycy sztuki dopatrują się wpływów Michała Anioła. W pierwotnej części dzieła Rubens kształtuje postacie, nakładając obficie farbę. Mają one kanciaste, prawie rzeźbiarskie formy. Ten sposób malowania był charakterystyczny dla wczesnych lat twórczości. Na dodanych partiach styl malowania jest bardziej szkicowy.
Rubensowski Pokłon Trzech Króli jest kompozycją dynamiczną, pełną ruchu. Od prawego górnego rogu można wyznaczyć linię, która zbiega ku sylwetce Dzieciątka. Jezus jest centralnym punktem kompozycji. Orszak składa się z wielu postaci, z których każda w indywidualny sposób odgrywa własną rolę. Wielość postaci jest zabiegiem celowym, mającym na celu wyrażenie pragnienia dobrobytu żywionego przez władze i lud Antwerpii.